# مینرالوکورتیکوئید
مینرالوکورتیکوئیدها (به انگلیسی: mineralocorticoid)به گروهی از استروئیدها [مانند آلدوسترون (۲۱ کربنه)] گفته می‌شود که در بخش قشری غده فوق کلیوی ساخته می‌شوند. استروئیدها ترکیبات چربی با چهار حلقه کربنی هستند. آلدوسترون مهم‌ترین مینرالوکورتیکوئید بدن است. تفاوت اصلی مینرالوکورتیکوئیدها با سایر کورتیکواستروئیدها در رسپتورهای اختصاصیشان و تأثیراتشان بر بدن است.

## عملکرد
واژه مینرال به اثر این ترکیبات بر املاح معدنی (سدیم) تأکید می‌کند. مهم‌ترین عمل مینرالوکورتیکوئیدها مانند آلدوسترون افزایش بازجذب سدیم و ترشح پتاسیم در کلیه‌است که موجب احتباس آب و سدیم می‌شود. اسپیرونولاکتون با بلوک کردن گیرنده‌های آلدوسترون نوعی داروی ادرارآور است که موجب کاهش فشار خون می‌شود.
هرچند آلدوسترون مهم‌ترین مینرالوکورتیکوئید بدن است ولی هورمونهایی مانند پروژسترون و دزوکسی کورتیکوسترون نیز خواص مینرالوکورتیکوئیدی دارند.

## مکانیسم عمل
مینرالوکورتیکوئیدها به گیرنده‌های مخصوص خود در سیتوزول سلولها (به خصوص سلولهای کلیه) ملحق می‌شوند و سپس کمپلکس گیرنده- هورمون به داخل هسته سلول منتقل می‌شود و با تحریک رونویسی mRNA از روی برخی ژنهای DNA موجب ساخت بیشتر پروتئینهای مورد نظر خود می‌شوند، پروتئینهایی که مسئول بروز اثرات فیزیولوژیک آن‌ها است.